# Samurai champloo
Samurai Champloo (サムライチャンプルー, Samurai Chanpurū) est une série télévisée d'animation de 26 épisodes de 24 minutes qui a été diffusé sur Fuji TV au Japon à partir du 19 mai 2004. Il s'agit de la deuxième série réalisée par Shin'ichirō Watanabe, après Cowboy Bebop. Bien que ne comptant que 26 épisodes, la diffusion de la série et sa production ont cessé une première fois après l'épisode 17, la diffusion ayant repris en janvier 2005 sur une chaîne du satellite,. Il a été adapté en manga par Masaru Gotsubo dans le magazine Monthly Shōnen Ace. Le nom de la série provient d'un terme okinawais désignant un plat japonais : chanpurū (チャンプルー).
L'anime mélange le hip-hop moderne avec le chambara, de la même manière que Cowboy Bebop mêlait la science-fiction avec le jazz et le blues. D'ailleurs, de nombreux artistes hip-hop japonais ont participé à la réalisation de la bande sonore : Nujabes, Force of Nature et Tsutchie, mais également un rappeur/compositeur américain, Fat Jon du groupe de rap Five Deez. Ce mélange est source de nombreux anachronismes pour la plupart volontaires.
Dans les pays francophones, la série est licenciée en DVD et Blu-ray par Dybex, et le manga par Soleil. La série fut diffusée en 2005 sur Canal+ Décalé et à partir du 3 janvier 2006 sur Canal+, sur Nolife en version originale à partir du 5 septembre 2011 et depuis 2015 sur Netflix.

## Synopsis
L'histoire se déroule dans une version fictive de l'ère Edo au Japon. Une jeune fille nommée Fuu, recherche un samouraï qui sent le tournesol et se fait accompagner par deux individus, Mugen, extravagant, ancien pirate devenu vagabond, et Jin un samouraï (rōnin) impassible, à la suite d'un pari qu'elle a « gagné » contre ces deux derniers.

## Personnages
Samurai Champloo tourne autour de trois personnages principaux : l'impétueux vagabond Mugen, le calme et stoïque rōnin Jin, et la jeune serveuse Fuu à l'esprit vif. Dans le premier épisode, Fuu aide Mugen et Jin à échapper au magistrat local et les persuade, en jouant à pile ou face, de l'aider à rechercher un mystérieux samouraï qui sent le tournesol. Ils partent ensuite en voyage et vivent diverses aventures à travers le Japon.

## Anime

### Fiche technique
| Mecha Designer :      | Mahiro Maeda                                          |
| Directeur Animation : | Masaaki Yuasa                                         |
| Character Designer :  | Kazuto Nakazawa                                       |
| Scénaristes :         | Shinji Obara                                          |
| Auteur/Créateur :     | Dai Satō                                              |
| Réalisateur :         | Shin'ichirō Watanabe                                  |
| Producteurs :         | Takatoshi Hamano, Takashi Kochiyama et Tetsuro Satomi |

### Liste des épisodes
| No | Titre français                            | Titre japonais  | Titre japonais         | Date de 1re diffusion |
| No | Titre français                            | Kanji           | Rōmaji                 | Date de 1re diffusion |
| -- | ----------------------------------------- | --------------- | ---------------------- | --------------------- |
| 1  | Hier sera un autre jour                   | 疾風怒涛        | Shippū Dotō            | 20 mai 2004           |
| 2  | La vengeance aux deux visages             | 百鬼夜行        | Hyakkiyakō             | 3 juin 2004           |
| 3  | Porte-sabres à louer [1/2]                | 以心伝心 其之壱 | Ishindenshin sono ichi | 10 juin 2004          |
| 4  | Porte-sabres à louer [2/2]                | 以心伝心 其之弐 | Ishindenshin sono ni   | 17 juin 2004          |
| 5  | Délire artistique                         | 馬耳東風        | Bajitōfū               | 24 juin 2004          |
| 6  | L'étranger à la touffe rouge              | 赤毛異人        | Akage Ijin             | 1er juillet 2004      |
| 7  | Le port de la drogue à Osaka              | 四面楚歌        | Shimensoka             | 8 juillet 2004        |
| 8  | La légende de l'Est                       | 唯我独尊        | Yuigadokuson           | 15 juillet 2004       |
| 9  | Le pique-nique du Beatnick                | 魑魅魍魎        | Chimimōryō             | 22 juillet 2004       |
| 10 | Folie meurtrière                          | 以毒制毒        | Idoku Seidoku          | 29 juillet 2004       |
| 11 | Les jeux de l'amour                       | 堕落天使        | Daraku Tenshi          | 5 août 2004           |
| 12 | Souvenirs en vrac                         | 温故知新        | Onkochishin            | 12 août 2004          |
| 13 | Les flibustiers de la nuit [1/2]          | 暗夜行路 其之壱 | An'ya Kōro sono ichi   | 26 août 2004          |
| 14 | Les flibustiers de la nuit [2/2]          | 暗夜行路 其之弐 | An'ya Kōro sono ni     | 2 septembre 2004      |
| 15 | Fausse monnaie et petite pépée            | 徹頭徹尾        | Tettō Tetsubi          | 9 septembre 2004      |
| 16 | La montagne du désespoir [1/2]            | 酔生夢死 ひと夢 | Suiseimushi hito yume  | 16 septembre 2004     |
| 17 | Berceuse pour un damné [2/2]              | 酔生夢死 ふた夢 | Suiseimushi futa yume  | 23 septembre 2004     |
| 18 | La guerre des mots                        | 文武両道        | Bunburyōdō             | 22 janvier 2005       |
| 19 | Mésentente cordiale                       | 因果応報        | Ingaōhō                | 29 janvier 2005       |
| 20 | La complainte du piège [1/2]              | 悲歌慷慨 其之壱 | Hikakōgai sono ichi    | 5 février 2005        |
| 21 | La complainte du piège [2/2]              | 悲歌慷慨 其之弐 | Hikakōgai sono ni      | 12 février 2005       |
| 22 | Quatrième dimension                       | 怒髪衝天        | Dohatsu Shōten         | 19 février 2005       |
| 23 | Le blues du baseball                      | 一球入魂        | Ikkyū Nyūkon           | 26 février 2005       |
| 24 | Drôle d'endroit pour une rencontre [1/3]  | 生死流転 其之壱 | Shōji Ruten sono ichi  | 5 mars 2005           |
| 25 | Rencontre du troisième type [2/3]         | 生死流転 其之弐 | Shōji Ruten sono ni    | 12 mars 2005          |
| 26 | Le Samurai qui ne sentait plus rien [3/3] | 生死流転 其之参 | Shōji Ruten sono san   | 19 mars 2005          |

### Musiques
Les musiques de la série se répartissent sur quatre CD sortis en 2004.
Ces musiques sont le fruit de la collaboration d'artistes japonais et américains issus de la scène hip-hop que sont Nujabes, Shing02, Fat Jon, MINMI, ainsi que Force of Nature (en) et Tsutchie.
Un cinquième album a été réalisé pour la sortie de la série aux États-Unis, c'est une compilation reprenant les quatre albums précédents.
- Masta, composition & arrangements : Force of Nature (en) (1~9) & Tsutchie (10~19). Sortie le 23 juin 2004.

- Playlist, composition & arrangements : Tsutchie. Sortie le 23 juin 2004.

- Departure, composition & arrangements : Nujabes (1~6) et Fat Jon (7~16). Sortie le 22 septembre 2004.

- Impression, composition & arrangements : Force of Nature (en) (1~7), Nujabes (8~16), Fat Jon (17~22), MINMI & Nujabes (23). Sortie le 22 septembre 2004.

### Doublage
| Personnages | Voix japonaises | Voix françaises |
| ----------- | --------------- | --------------- |
| Fuu         | Ayako Kawasumi  | Chantal Baroin  |
| Jin         | Ginpei Sato     | Tanguy Goasdoue |
| Mugen       | Kazuya Nakai    | Emmanuel Gradi  |